# Lorenzo Raimundo Parodi
Lorenzo Raimundo Parodi (Pergamino, Buenos Aires, 23 de janeiro de 1895 - Buenos Aires, 21 de abril de 1966) foi um destacado botânico,  agrostólogo e engenheiro agrônomo argentino.
Era  filho mais velho de um agricultor do norte da Itália. Com ele adquiriu muitos conhecimentos práticos do "campo". 

## Estudos
Tornou-se Bacharel pelo  Colégio Nacional Manuel Belgrano. Em 1915 ingressou na Faculdade de Agronomia e Veterinária da UBA, depois de uma breve estadia na Escola de Agricultura de Santa Catalina. 
Na faculdade, foi aluno e discípulo de  Lucien Hauman, professor belga que chegou ao país em 1904, para elaborar o plano docente da nascente faculdade. Em 1916, publicou seu trabalho "Clave para la determinación de los géneros de gramíneas silvestres en los alrededores de Buenos Aires", a primeira das mais de 150 obras que produziria durante a sua vida.
Ocupava muito tempo lendo a  "Botânica" de Holmberg e a de Lucien Hauman-Merck, e também a  "Historia de la Creación", de Haeckel. Além disso preparava seu herbário com mais de 15.000 exemplares tornando-se um dos mais importantes de América do Sul. Esta coleção está conservada na Cátedra de Botânica da Faculdade de Agronomia.
Também estudou química orgânica com  Sordelli, mineralogia e geologia com  Hermitte e matemática com Krauss. Em seu terceiro ano iniciou o estudo, que seria sua tese de graduação, sobre as clorídeas argentinas. Graças a esse trabalho criou vínculos com eminentes da botânica e da ciência internacional, como Haeckel, Hitchcock, Henrard e outros.

## Vida profissional
Graduado como engenheiro agrônomo foi designado  "Chefe de Trabalhos Práticos" de "Botânica, Fitopatologia e Microbiologia". Em 1926, após a partida de  Hauman para a Bélgica, Parodi assumiu a a "Cátedra de Botânica Agrícola Geral e Especial", e ministrava  cursos da mesma matéria na  Universidade Nacional de La Plata e no Museu de História Natural desta cidade.
Foi assombroso o trabalho científico de Parodi: descobriu muitas espécies botânicas, fez a revisão dos gêneros das  gramíneas argentinas (cujos estudos iniciou na Argentina), identificou os cereais de importância como o  trigo e aveia, as doenças de cultivos e do estudo de  plantas  alimentícias. 
Parodi foi um embaixador da ciência argentina, fazendo muitas viagens de exploração e de herborização por todas as regiões do país e dos países limítrofes. Foi delegado da Faculdade de Agronomia no Congresso Internacional de  Botânica em Amsterdam (Holanda), Cambridge (Inglaterra) e Montreal (Canadá). Esteve na Espanha, França, Itália, Alemanha, Inglaterra, Rússia, visitando universidades, laboratórios e institutos. Nos EUA visitou numerosos jardins botânicos, museus e laboratórios, convidado pela Fundação Guggenhein.

## Algumas publicações
- Notas sobre las especies de Briza de la Flora argentina. In Revista de la Facultad de Agronomía y Veterinaria de la Universidad de Buenos Aires. 1920.
- Albert Spear Hitchcock (1865–1935). In: Revista Argentina de Agronomía. 1936.
- El origen geográfico de algunas Gramíneas coleccionadas por Don Luis Née, en su viaje alrededor del mundo. In: Revista Argentina de Agronomía. 1947.
- Robert Pilger (1876–1953). In: Revista Argentina de Agronomía. 1953.
- Thaddaeus peregrinus Haenke a dos siglos de su nacimiento. In: Anales de la Academia Nacional de Ciencias Exactas, Físicas y Naturales, Buenos Aires. 1964.

## Homenagens
O eminente botânico ítalo-argentino Carlos Luis Spegazzini nomeou o gênero   Parodia da família Cactaceae em sua honra . 
Também foi homenageado com os gêneros e espécies:
- Parodianthus Tronc.
- Parodiodoxa O.E.Schulz
- Bromus parodii Covas & Itria